# Töne des Hochchinesischen
Die Töne (chinesisch 四聲 / 四声, Pinyin sì shēng – „vier Töne“) sind ein Charakteristikum der hochchinesischen Sprache.

Die vier Töne des Hochchinesischen

In einer Tonsprache ist eine Änderung im Ton auch mit einer Änderung der Bedeutung des Wortes verbunden. Das Hochchinesische verfügt über vier solcher Töne; der neutrale Ton wird manchmal als fünfter gezählt.

## Bedeutung
Die Silben des Hochchinesischen werden mit einer tonalen Änderung ausgesprochen, wodurch ihre Unterscheidung möglich wird und die Wörter völlig unterschiedliche Bedeutungen annehmen können. Eine Aussprache ohne korrekte Betonung führt in aller Regel dazu, dass der Sprecher nicht verstanden wird. So sind die Aussprachen der beiden Wörter Běijīng (北京 – „Peking“) und bèijǐng (背景 – „Hintergrund“) nur über ihre tonalen Werte unterscheidbar.
Zur Veranschaulichung wird gern das folgende Beispiel herangezogen:
媽媽罵麻馬嗎? / 妈妈骂麻馬吗? a
Māma mà má mǎ ma?
Schimpft die Mutter auf das scheckige Pferd?
Dieser Satz enthält alle Töne des Hochchinesischen.
Viele andere chinesische Sprachen verfügen dabei über mehr als vier Töne, das Kantonesische z. B. hat neun (sechs) Töne. Im Gegensatz zum Kantonesischen gibt es dabei keine relativen Abhängigkeiten bei der Aussprache, eine einzelne Silbe lässt auf den Ton schließen, eine relative Abgrenzung zu folgenden Silben ist nicht nötig.

## Einteilung
Die Töne werden nach dem Tonverlauf (bzw. Tonhöhenverlauf) dabei wie folgt aufgeteilt:

### Erster Ton
1. Ton 第一聲 / 第一声,  dì-yī shēng
Traditioneller Name: 陰平 / 阴平,  yīn píng – „Yin Pegel“

1. Ton

Die Tonhöhe des hohen Tons ist konstant und hoch, der Ton fast gesungen anstatt gesprochen. Die Tonstärke ist dabei gleichbleibend. Dargestellt wird dieser Ton in der Pinyin-Umschrift durch einen Balken über dem Vokal.
Beispiel: 今天星期一,  jīntiān xīngqīyī – „Heute am Montag, Heute ist Montag“.

### Zweiter Ton
2. Ton 第二聲 / 第二声,  dì-èr shēng
Traditioneller Name: 陽平 / 阳平,  yáng píng – „Yang Pegel“

2. Ton

Die Tonhöhe des steigenden Tons steigt von der unteren bis mittleren in die hohe Tonlage, ähnlich der Intonation einer Frage im Deutschen. Er ist etwa 10 Prozent kürzer als der erste Ton. Die Tonstärke nimmt im Verlauf der Silbe zu. Er wird dargestellt durch einen Akut.
Beispiel: 人民銀行 / 人民银行,  rénmín yínháng – „die Volksbank, die Bank des Volkes“.

### Dritter Ton
3. Ton 第三聲 / 第三声,  dì-sān shēng
Traditioneller Name: 上聲 / 上声,  shǎng shēng – „ansteigender Ton“

3. Ton

Beim fallend-steigenden Ton sinkt die Tonhöhe aus dem mittleren Niveau nach unten und steigt wieder in das mittlere Niveau; dies allerdings nur, wenn die Tonsilbe am Ende einer Phrase oder eines Satzes steht. Ansonsten verbleibt der Ton auf niedrigem Register. Durch Tonsandhis treten weitere Veränderungen auf (siehe unten). Er ist etwa 15 bis 20 Prozent länger als der erste Ton und damit der Ton mit der längsten Tondauer. Die Tonstärke ist am Anfang am lautesten, fällt dann ab und steigt am Ende der Silbe wieder etwas an. Er wird durch einen Hatschek dargestellt.
Beispiel: 你也可以,  nǐ yě kěyǐ – „Du kannst das auch“.

### Vierter Ton
4. Ton 第四聲 / 第四声,  dì-sì shēng
Traditioneller Name: 去聲 / 去声,  qù shēng – „verlassender Ton“

4. Ton

Die Tonhöhe fällt scharf nach unten und die Silbe wird kürzer mit mehr Affekt ausgesprochen, vergleichbar mit der deutschen Betonung eines Befehles (z. B. Geh!). Er hat eine etwa 20 bis 25 Prozent kürzere Tondauer als der erste Ton und ist damit der kürzeste Vollton. Die Tonstärke fällt stark ab. Er wird dargestellt durch einen Gravis.
Beispiel: 抱歉，再見 / 抱歉，再见,  bàoqiàn, zàijiàn – „bedauern (Entschuldigung), wiedersehen (auf Wiedersehen)“.

### Neutraler Ton
Der neutrale (5.) Ton wird dabei meist nicht mitgezählt:
Neutraler Ton (輕聲 / 轻声,  qīng shēng – „leichter Ton“)
Der fallende Ton klingt kurz und leicht und wird deshalb häufig nicht als ein eigener Ton betrachtet. Er hat weniger als 50 Prozent der Tondauer des ersten Tons und äußerst geringe Stärke. Er übernimmt zum Teil die Tonhöhe des vorangehenden Tons, ist also hoch, wenn dieser hoch endet (1. und 2. Ton), ist niedrig, wenn dieser tief endet (3. und 4. Ton).
Der neutrale Ton tritt häufig bei mehrsilbigen Wörtern auf, bei denen die zweite Silbe weniger betont ausgesprochen wird als die erste. So wird 媽媽 / 妈妈 als māma gesprochen, dabei tritt hier der neutrale Ton bei der zweiten Silbe auf, obgleich beide für das gleiche Schriftzeichen stehen. Er wird meistens ohne Tonzeichen über dem Vokal dargestellt. Der leichte Ton darf seit der Rechtschreibreform von 2012 in Wörterbüchern durch einen Mittelpunkt vor der Silbe (·ma) bezeichnet werden. Früher wurde der leichte Ton gelegentlich auch durch einen Punkt (ȧ) oder Ring (å) auf dem Vokal (selten: dem silbischen Nasal) dargestellt.

## Beispiel
Ein häufiges Beispiel, um den Unterschied im Chinesischen darzustellen, ist der Vergleich der Silbe ma und deren unterschiedliche Bedeutungen je nach Ton:
1. Ton (gleichmäßig hohes Niveau): 媽 / 妈,  mā – „Mutter“
2. Ton (vom mittleren Niveau aufsteigender Ton): 麻,  má – „Hanf“
3. Ton (sinkt vom knapp mittleren Ton nach unten und steigt dann etwas stärker): 馬 / 马,  mǎ – „Pferd“
4. Ton (scharf abfallender Ton): 罵 / 骂,  mà – „schimpfen“
Unbetonte Silbe:
Neutraler (auch 5.) Ton (unbetont, gleichmäßig tief): 嗎 / 吗,  ma (Fragepartikel)
Die Aussprachen der vier Töne mit der Silbe „ma“ zum Anhörenⓘ
Wie das Beispiel zeigt, ist die Aussprache des korrekten Tons obligatorisch, da nur über ihn eine richtige Bedeutung gegeben ist; so ist die Aussprache der Silben je nach Sprecher recht variabel – der Ton hingegen ist immer gleich. Ein ansatzweiser Vergleich ist der Bedeutungsunterschied im Deutschen bei den vier Wörtern Leder, Luder, Lader, Lieder, bei einer Verschiebung des ersten Vokals.

## Darstellung
Unter anderem aus didaktischen Gründen ist eine Darstellung der Töne nötig. Neben der expliziten Bezeichnung durch den Namen des Tones ist eine Kennzeichnung durch eine Tonform oder eine Indizierung der Töne ein gängiges Mittel.

### Tonform

Tonhöhen und -änderung

Der chinesische Sprachwissenschaftler Zhao Yuanren hat ein System zur Notierung der Töne entwickelt. Er unterteilte die Tonhöhe in fünf Ebenen, wobei 5 der höchste und 1 der niedrigste Ton ist. Die Tonänderung kann durch eine Verkettung der Zahlen als Tonform dargestellt werden. Für Hochchinesisch schreibt man daher
1. erster Ton /55/
2. zweiter Ton /35/
3. dritter Ton /21(4)/
4. vierter Ton /51/
5. neutraler Ton /11/

Der bei Tonsandhis und phrasenintern auftretende halb-dritte Ton kann durch /21/ dargestellt werden (siehe unten).
Diese Form wird unter anderem für die Beschreibung im Internationalen Phonetischen Alphabet verwendet.

### Transkription
Viele Romanisierungen wie Pinyin, MPS II und Tongyong Pinyin verwenden diakritische Zeichen über den Vokalen, um die Töne darzustellen. Auch die Transkription Zhuyin verwendet diakritische Zeichen. In der Umschrift Wade-Giles wird dagegen meist eine hochgestellte Zahl am Ende der Silbe verwendet, um den Ton anzuzeigen.
Bei der selten verwendeten Romanisierung Gwoyeu Romatzyh werden die Töne nicht durch zusätzliche Zeichen außerhalb der Silbe dargestellt, sondern die Silbe mit Buchstaben erweitert. So wird für die obige Silbe „ma“ mit dem ersten Ton als mha, mit dem zweiten Ton aber als ma dargestellt.
Die Tonzeichen werden allerdings häufig weggelassen, da für Muttersprachler eine Aussprache aus dem Bedeutungskontext hervorgeht und Personen, die der Sprache nicht mächtig sind, meist nicht fähig sind die Töne bei der Aussprache zu beachten.
Die Transkriptionen notieren im Allgemeinen nicht die auftretenden Tonsandhis (siehe unten) – der Leser ist gefordert den korrekten Tonwert selbst zu ermitteln.

## Tonsandhi
Wie auch andere chinesische Sprachen verfügt das Hochchinesische über Tonsandhis, bei denen vom Kontext abhängige Tonänderungen auftreten können. Dabei kann eine nachfolgende Silbe den originären Tonwert einer Silbe (Stammtöne) beeinflussen.

### Tonsandhi des dritten Tons

Darstellung des halb-dritten Tons bei nachfolgender Silbe im 1., 2. oder 4. Ton

- Folgt auf eine Silbe im dritten Ton eine weitere Silbe im dritten Ton, wird die vorhergehende Silbe häufig im zweiten Ton ausgesprochen. Tauchen mehrere Silben im dritten Ton unmittelbar hintereinander auf, so können die ersten Silben in verschiedenen Variationen ausgesprochen werden.[5]

Beispiele:
你 (nǐ) 好 (hǎo) spricht man mit ní hǎo aus und
老 (lǎo) 李 (Lǐ) 買 / 买 (mǎi) 好 (hǎo) 酒 (jiǔ) kann zu
- láo Lī mǎi háo jiǔ,
- láo Lí mǎi háo jiǔ,
- láo Lǐ mái háo jiǔ oder
- láo Lí mái háo jiǔ

werden, abhängig von Gruppierung der Silben und Sprechgeschwindigkeit (nach Cheng Chin-chuan): „Der alte Li kauft guten Wein“.
- Folgt auf eine Silbe im dritten Ton eine Silbe in einem anderen Ton als dem dritten, wird die vorhergehende Silbe im halb-dritten Ton ausgesprochen, d. h. nach dem Fallen wird die Steigung ausgelassen.

Beispiel:
老 (lǎo) 師 / 师 (shī)
努 (nǔ) 力 (lì)

### Tonsandhi von不(bù)
Die Silbe 不 („nicht“) hat den vierten Ton bù als Stammton, der jedoch als zweiter Ton gesprochen wird, wenn eine weitere Silbe im vierten Ton folgt:
Beispiele:
不 (bù) 好 (hǎo)
aber 不 (bú) 是 (shì)

### Tonsandhi von一(yī)
- Folgt auf die chinesische Zahl 一 („Eins“) eine Silbe im vierten oder neutralen Ton, wird 一 im zweiten Ton gesprochen.

Beispiele:
一 (yí) 路 (lù)
一 (yí) 個 / 个 (ge)
- Folgt auf 一 eine Silbe im ersten, zweiten oder dritten Ton, wird 一 im vierten Ton gesprochen.

Beispiele:
一 (yì) 天 (tiān)
一 (yì) 年 (nián)
一 (yì) 晚 (wǎn)
- Fungiert 一 nicht allein als Determinator des nachfolgenden Wortes oder steht 一 am Satzende, wird 一 im ersten Ton gesprochen

Beispiele:
第 (dì) 一 (yī) 個 / 个 (gè)
三 (sān) 十 (shí) 一 (yī)

### Weitere Tonsandhi-Erscheinungen
Die Zahlen 七 – „Sieben“ und 八 – „Acht“ werden ähnlich obigen Fällen von vielen Sprechern vor einem vierten Ton im zweiten Ton, vor anderen Tönen im vierten Ton und isoliert im ersten Ton gesprochen.

## Eintrittston
Das Nordchinesische besaß einmal einen fünften Ton, der „Eintrittston“ (入聲 / 入声,  rù shēng) genannt wird und der auch in anderen chinesischen Sprachen vorkam. In der Jin-Sprache ist er noch erhalten. Dieser Eintrittston ist ein Ton von sehr kurzer Dauer und endet auf einen Konsonanten oder Knacklaut. Sein Klang wird beschrieben als „wie ein Pfeil, der in ein Holzbrett einschlägt“. Im modernen Hochchinesisch ist dieser Ton jedoch nicht vorhanden. Im Südchinesischen findet man beispielsweise bei der Kantonesischen Sprache auch mehrere „Eintrittstöne“.